# Pyrococcus furiosus
Pyrococcus furiosus Se destaca por tener una temperatura de crecimiento óptimo de 100 °C (una temperatura que destrozaría a la mayoría de los organismos vivos), y por ser uno de los pocos organismos identificados como poseedores de enzimas que contienen Wolframio, un elemento que rara vez se encuentra en las moléculas biológicas. El nombre Pyrococcus significa "coco de fuego" y furiosus, "ímpetu", haciendo referencia a su rápido crecimiento. El organismo se aisló originalmente de ambientes anaerobios de sedimentos marinos calentados geotérmicamente en la isla de Vulcano, Italia.

## Características
Pyrococcus furiosus se caracteriza por una tasa de duplicación rápida, de 37 minutos en condiciones óptimas. Se presenta normalmente como cocos regulares de 0,8 a 1,5 μm de diámetro con flagelación politrica monopolar. Crece entre 70 y 103 °C  (con una temperatura óptima de 100 °C) y en pH comprendido entre 5 y 9 (con un pH óptimo de 7). Crece bien en extracto de levadura, maltosa, celobiosa, β-glucanos, almidón y en fuentes de proteínas (extractos de triptona, peptona, caseína y carne). El crecimiento es muy lento o no se produce sobre aminoácidos, ácidos orgánicos, alcoholes y la mayoría de los carbohidratos (incluyendo glucosa, fructosa, lactosa y galactosa).
La capacidad de crecer en polisacáridos (maltosa, celobiosa, almidón), pero no en monosacáridos sugiere que los oligosacáridos con distintos grados de polimerización pueden se importantes para la célula, y sólo después son hidrolizados a glucosa. 
El genoma tiene 1.908 kilobases y codifica 2.065 proteínas. Las enzimas de Pyrococcus furiosus son muy termoestables. En consecuencia, las ADN polimerasas (Pfu ADN) se utilizan a menudo en la reacción en cadena de la polimerasa. 
Fisión binaria: Se reproduce asexualmente por fisión binaria, un proceso común en arqueas y bacterias